# Chocolate Mountains
De Chocolate Mountains zijn een gebergte in de Coloradowoestijn in het zuiden van de Amerikaanse staat Californië, meer bepaald in Imperial en Riverside County. De bergketen is ongeveer 100 kilometer lang en loopt van het noordwesten naar het zuidoosten, ten oosten van de Salton Sea en ten westen van de Chuckwalla Mountains en de rivier de Colorado. Ten noordwesten van de Chocolate Mountains liggen de Orocopia Mountains.
Tot in de 20e eeuw waren er goudmijnen in het gebied. De keten is tegenwoordig de thuishaven van de Chocolate Mountain Aerial Gunnery Range, een oefenplaats voor onder andere luchtaanvallen, die gebruikt wordt door de Amerikaanse luchtmacht en marine. Een groot deel van de keten is daardoor ontoegankelijk voor het publiek.

## Klimaat
Er valt erg weinig neerslag in deze streek. In een normaal jaar valt er zo'n 100 tot 150 mm. De gemiddelde temperatuur bedraagt 16 °C tot 24 °C.

## Wildernisgebieden
De Chocolate Mountains herbergen twee wildernisgebieden. De Little Picacho Wilderness en de Indian Pass Wilderness worden allebei beheerd door het Bureau of Land Management. Er leven wilde picachopaarden.